# Эпическое фэнтези
Высо́кое фэ́нтези (англ. high fantasy), или эпи́ческое фэ́нтези (англ. epic fantasy), — один из основных жанров фэнтези, является поджанром эпопеи. Первым произведением и классикой эпического фэнтези считается «Властелин Колец» Джона Толкина.
Эпическое фэнтези является самым распространённым видом литературного фэнтези. В кино оно представлено менее широко, в основном экранизациями Толкина и других авторов.

## Особенности
Произведения этого жанра отличаются большим масштабом сюжетных событий. В произведениях, написанных в стиле эпического фэнтези, обычно описывается продолжительная борьба героев с могущественным врагом, стоящим на стороне зла и обладающим сверхъестественными силами. События таких произведений затрагивают весь описываемый фантастический мир, где происходят масштабные войны, катаклизмы, а в задачу героев входит спасение всего мира или значительной его части. Для эпического фэнтези характерны многотомные эпопеи с описаниями битв и походов. В произведениях этого жанра часто задействовано огромное количество персонажей. Их число может превышать тысячу.
Центральной нитью сюжета обычно является миссия главного героя и его союзников, которая может продолжаться на протяжении многих томов. Поскольку герои занимают в конфликте определённую сторону условного добра, борющегося со злом, часто (хотя и не обязательно) герои чётко делятся на положительных и отрицательных.

## Произведения, относимые к данному жанру
Первым произведением и классикой эпического фэнтези считается «Властелин Колец» Толкина. Многие из использованных Толкином сюжетных ходов и элементов мира стали архетипами и основой для активного подражания (Терри Брукс, Деннис Маккирнан, Гельмут Пеш, Кристофер Паолини). Жанр получил наибольшую популярность среди всех разновидностей благодаря развитию в циклах «Земноморье» Урсулы Ле Гуин и «Хроники Амбера» Роджера Желязны. Крупнейшими представителями современного поджанра считаются также Роберт Джордан, Тэд Уильямс, Терри Гудкайнд, в России — Ник Перумов.
В более поздний период жанр эпического фэнтези значительно отошёл от борьбы добра и зла, породив близкую к историческому роману, жёсткую и натуралистичную разновидность, Grimdark (Джордж Реймонд Ричард Мартин, Анджей Сапковский, отчасти Стивен Эриксон).